# Schizocosa vulpecula
Schizocosa vulpecula är en spindelart som först beskrevs av Ludwig Carl Christian Koch 1865.  Schizocosa vulpecula ingår i släktet Schizocosa och familjen vargspindlar. Inga underarter finns listade i Catalogue of Life.